# Equitación handisport

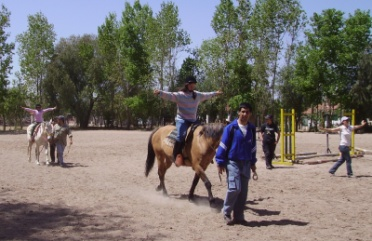
Terapia a discapacitados en la Fundación de Equinoterapia de San Luis (Argentina).

La equitación handisport reagrupa varias disciplinas de deportes ecuestres de tipo competitivo, que fundamentalmente se desarrollaron a partir de los años 1970, tanto para los discapacitados visuales como para aquellos que tienen problemas motores o mentales.
La equitación también puede ser encarada como un medio o una forma de desplazamiento, así como una actividad de entretenimiento, que por ejemplo permite hacer paseos guiados por zonas naturales (bosque, playa, sierra, etc) así como senderismo a caballo.

## Reglas
La equitación handisport respeta las reglas establecidas por la Federación Ecuestre Internacional, modificadas por el Comité Internacional Ecuestre Paralímpico, a efectos de tener en cuenta las particulares discapacidades de los jinetes.
En las prácticas y también en las competiciones, el jinete debe llevar una indumentaria apropiada, así como elementos de protección, entre ellos un casco. Después de 2002 y en competiciones internacionales, todos los jinetes deben concursar con su propio caballo.
La prueba individual de adiestramiento comprende un programa predeterminado, con determinadas figuras (paso, trote y/o galope), así como un programa libre, más artístico, y cumplido con música de fondo. Los jueces evalúan el trabajo de cada concursante, y dan una nota comprendida entre 0 y 10.
La prueba por equipo en adiestramiento, comprende un programa impuesto efectuado por dos o tres atletas, entre los cuales al menos uno debe ser de la categoría I o II.

## Clasificación de las discapacidades
Los atletas son clasificados en cuatro categorías :
- Categoría I : Atletas que tienen una deficiencia a nivel del equilibrio del tronco, o bien una motricidad limitada de brazos y piernas. Los atletas de esta categoría en general deben utilizar obligatoriamente silla de ruedas para poder desplazarse por sí solos.
- Categoría II : Atletas que tienen una discapacidad grave a nivel del equilibrio del tronco, o bien una incapacidad unilateral grave. Los atletas de esta categoría en general también deben utilizar obligatoriamente silla de ruedas para poder desplazarse por sí solos.
- Categoría III : Atletas hemiplégicos que tienen una incapacidad media en los dos brazos y las dos piernas, o una grave discapacidad de brazos, o atletas ciegos o sordos. Los atletas de esta categoría deben poder marchar por sí solos.
- Categoría IV : Atletas discapacitados de uno o dos miembros, o con deficiencias visuales.

En equitación, tanto hombres como mujeres concursan conjuntamente.

## Competición
La primera competición de equitación handisport tuvo lugar en Nueva York en 1984.
La equitación comenzó a ser un deporte oficial de los Juegos paralímpicos de Atlanta en 1996, comportando únicamente pruebas de entrenamiento. En esta disciplina, tanto el jinete ganador como el caballo pasan a ser ambos medallas paraolímpicas.

### Entrenamiento (dressage)
Jose Letartre, dirigido por el entrenador nacional Fabrice Bossuyt, es actualmente el único jinete francés que tiene un título de campeón del mundo en la especialidad (Aahrus en 1999).

### CSO[3]
En Francia, fue Rémi Barrière quien promovió las primeras pruebas oficiales handisports de salto de obstáculos. Y a partir del 2002, pudo convencer a los organizadores del CSI de Bordeaux, de integrar las pruebas handisports en el programa de pruebas válidas. 
La importante mediatización (reportages TV y radio, así como numerosos artículos en la PQR y la prensa especializada) que fue impulsada y gerenciada por el CSI de Bordeaux (sola etapa válida para la Copa del Mundo), permitió llamar la atención de la disciplina entre el gran público y también en cierta medida en el propio medio ecuestre. También es de destacar la implicación de ciertos grandes jinetes internacionales en esta movida mediática, encabezados por Michel Robert guiando a la jinete no vidente Lætitia Bernard.
El ejemplo de Bordeaux permitió iniciar conversaciones con otros prestigiosos concursos, lo que llevó a la creación del circuito Coupe de France en el año 2007. Y en 2008, la primera etapa se realizó en el Parc d’équitation du Château Bleu, situado en Tremblay-en-France (Seine-Saint-Denis), tomando forma a través del evento Cap Hunter.
Esta manifestación original se articuló alrededor de un concurso hípico, sobre la base de la disciplina federal de « Hunter », reagrupando jinetes discapacitados y válidos en cuatro tipo de pruebas :
- Pruebas generales de Hunter,
- Pruebas handisports de Hunter,
- Pruebas handisports de salto de obstáculos,
- Pruebas « mixtas » de salto de obstáculos en postas, asociando : 
  - un jinete del club,
  - uno de los mejores jinetes franceses handisports,
  - uno de los mejores jinetes franceses de hunter.

A través de la Cap Hunter, el Parc d’équitation du Château Bleu acogió la primera de las siete etapas de la Coupe de France, concretando el único circuito nacional de competiciones handisports de saltos de obstáculos del mundo, junto a muy prestigiosos concursos hípicos franceses, como sin duda lo son La Baule, Equita’Lyon, y también Deauville.

## Diferencias entre "Equitación handisport" y "Equinoterapia"
Las mayores diferencias entre "Equitación handisport" y "Equinoterapia", radica en que la primera por lo general dispone de profesores y entrenadores con mayor calificación, así como jinetes que le dedican más tiempo y esfuerzo a esta actividad, y la segunda se trata de una terapia, realizada por profesionales de la salud y/o la educación. Además, la "Equinoterapia" no contempla la competición interinstitucional, y menos aún la participación en torneos regionales o internacionales, con estrictas normalizaciones y reglamentaciones, con evaluaciones, y con otorgamiento de premios.